# Disphragis daona
Disphragis daona är en fjärilsart som beskrevs av Druce 1894. Disphragis daona ingår i släktet Disphragis och familjen tandspinnare. Inga underarter finns listade i Catalogue of Life.